# Arne Notkin
 Der er for få eller ingen kildehenvisninger i denne artikel, hvilket er et problem. Du kan hjælpe ved at angive troværdige kilder til de påstande, som fremføres i artiklen.

Arne Notkin (født 15. december 1954 i København) er en dansk journalist og tidligere chefredaktør. 
Notkin har bestridt en række topposter i førende danske medier. Fra 2007 til 2011 var han eksempelvis chef for DR2.
1. oktober 2011 blev han udøvende journalist på P1. 
Han blev syg af kræft i 2017 og arbejder i dag i kommunikationsafdelingen hos Kræftens Bekæmpelse.

## Baggrund og tidlig karriere
Han er født af jødiske forældre, som er indvandret fra Østeuropa. Medlem af Mosaisk Trossamfund.
- Uddannet cand.mag. i historie og filosofi fra Københavns Universitet
- Reporter på Weekendavisen (-1993)
- Redaktionschef og medl. af Chefredaktionen sammesteds (1993-96).
- Chefredaktør for B.T. i 18 måneder.(1996-97).
- Reporter på Weekendavisen (kortvarigt).
- Reporter og redaktionschef på TV 2/Lorry
- Chef for TV-Avisens indlandsredaktion.(1998-01)
- Redaktionschef for DR2's nyhedsprogram Deadline (2001-07).
- Chef for DR2 (dec. 2007-)
- Kulturredaktør, TV 2 NEWS (Aug. 2012-)
- Arne Notkin er medlem af Mosaisk Trossamfund og tidligere formand for Dansk Zionistforbund.[5]